# Мочалово (Островский район)
Мочалово — деревня в Бережанской волости Островского района Псковской области.
Расположена на правом берегу реки Великой, между её притоками Веда и Кухва), в 15 км к западу от центра города Остров и в 8 км к западу от деревни Рубилово.
Численность населения деревни по состоянию на 2000 год составляла 1 человек.
До 2005 года деревня входила в состав ныне упразднённой Калининской волости с центром в д. Рубилово.